# Вера (галера)
«Вера» — галера Балтийского флота Русского царства, одна из галер типа «Святой Пётр», участник Северной войны.

## Описание галеры
16-баночная двухмачтовая галера с деревянным корпусом, одна из семи галер типа «Святой Пётр». Однако несмотря на то, что эти галеры были построены по одному проекту, их размеры и вооружение разнилось. Длина судна по килю составляла 29,9 метра, длина по палубе — 39,1 метра, ширина внизу — 4,6 метра, ширина вверху — 5 метров, а осадка 1,1 метра. В качестве основного движителя судна использовалось 16 пар вёсел, также галера была оборудована вспомогательным косым парусным вооружением. Экипаж галеры мог достигать 500 человек.
В качестве артиллерийского вооружения галеры в различных источниках приводятся от 8 до 18 орудий, включая одно 36-фунтовое и несколько 6-фунтовых орудий. Так в списке английского дипломата Чарльза Уитворта от 1708 года её вооружение состояло из одной 36-фунтовой пушки и семи 6-фунтовых.

## История службы
Галера «Вера» была заложена на стапеле Олонецкой верфи 22 октября (2 ноября) 1703 года. Строительство под руководством галерного шаутбенахта графа И. Ф. Боциса вёл кораблестроитель Ю. А. Русинов.
В отчете Петру I 14 (25) апреля 1705 года И. Я. Яковлев писал следующее:

Галеры к отделке поспевают же; доделывают кормы, да внутри чюланы, сопцы, машты, райны...  И как вышеозначенные суды в одделке будут, и на воду, также и в Санктъпитербурх провадить, о сем просим твоего, государь, повеления.— Письмо И. Я. Яковлева — Петру I от 14 (25) апреля 1705 года с Олонецкой верфи
Граф И. Ф. Боцис 28 мая (8 июня) 1705 года писал коменданту Олонецкой верфи И. Я. Яковлеву:

Прошлого четверга одну галеру спустил на воду, именуемую Надежду и завтра уповаю другую галеру спустить на воду, именуемую Любовъ, такожде и в воскресенье уповаю на Бога спустить на воду и третью галеру, на которой я буду, именуемая Вера...
После спуска на воду 17 (28) июня 1705 года галера вошла в состав Балтийского флота России. Принимала участие в Северной войне. В компанию того же года во главе эскадры галерного флота под командованием шаутбенахта графа И. Ф. Боциса перешла с верфи на Неву, приняла участие в отражении атаки наступавших на Шлиссельбургскую крепость неприятельских войск. После успешного отражения атаки эскадра ушла к Кроншлоту, где присоединилась к корабельной эскадре, оборонявшей крепость.
В списке «судов царского флота», находившегося в мае 1708 года на якорях в тридцати верстах от Санкт-Петербурга между островом Ричарда и Кроншлотом под общим командованием генерал-адмирала Ф. М. Апраксина и вице-адмирала К. И. Крюйса, составленном английским дипломатом Чарльзом Уитвортом, галера фигурирует как одна из 8 галер отряда контр-адмирала графа И. Ф. Боциса, состоявшего из галер «Святой Пётр», «Александр Македонский», «Вера», «Надежда», «Любовь», «Фёдор Стратилат» и двух неидентифицированных галер. При этом отмечается, что на галере в это время находилось 200 из 500 необходимых членов экипажа и 8 орудий.

### Комментарии
1. ↑  Всего в рамках серии было построено 7 галер: «Святой Пётр» (головное судно проекта), «Золотой орёл», «Святой Фёдор Стратилат», «Александр Македонский», «Надежда», «Любовь» и «Вера»[1].
2. ↑  42 аршин[2].
3. ↑  55 аршин[2].
4. ↑  6,5 аршина[2].
5. ↑  7 аршин[2].
6. ↑  1,5 аршина[2].
7. ↑  Или 16 банок[3].
8. ↑  Всего в списке фигурирует 12 линейных кораблей с 372 орудиями и 1540 членами экипажей, 8 галер с 64 орудиями и 4000 членами экипажей, 6 брандеров, 2 бомбардирских корабля и 305 мелких судов[12].